# ダラム
ダラム市（ダラムし、英語:Durham）は、イングランド北東部に位置するダラム州にあるシティ。古い遺産に囲まれており、ダラム城（Durham Castle）とダラム大聖堂は、ユネスコの世界遺産に登録されている。これらは、1986年、英国で最初に世界遺産に登録された場所の一つであり、英国屈指の歴史的建造物・文化遺産である。市街にはイングランドで3番目に伝統のあるダラム大学の施設やカレッジが点在し、多くの学生がいることもあり、オックスフォード、ケンブリッジと同様に大学都市の特徴もある。市の人口は42,939人（2001年）。日本語ではダーラムと表記されることも多い。またダラム市街の建物の一部とダラム大聖堂が映画『ハリー・ポッターシリーズ』、『エリザベス』、『リトル・ダンサー』、『アベンジャーズ 』、『シャーロック・ホームズシリーズ』などの撮影や設定に使われたことでも有名である。

## 歴史
この街は、西暦995年、リンディスファーン島の宗教共同体がこの川に囲まれた地を聖カスバート（St Cuthbert of Lindisfarne）の聖遺品を納める場所として教会を創設したことから形成された。
地名Durhamは後期古英語Dunholmに由来し、「丘の上の集落」を意味する。古英語dun(丘)と古ノルド語holmr(集落、小島)から成る。

## 教育

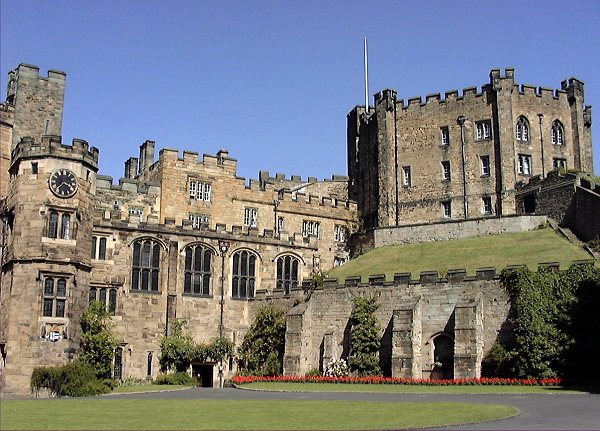
ダラム大学

1832年設立のダラム大学がある。同大学には世界各国から留学生が集まっており、そのビジネス・スクールは、マーケティング及びファイナンス分野が強い。同大学は、東京大学や京都大学をはじめとする日本のいくつかの大学と交流協定を結んでいる。

## 観光

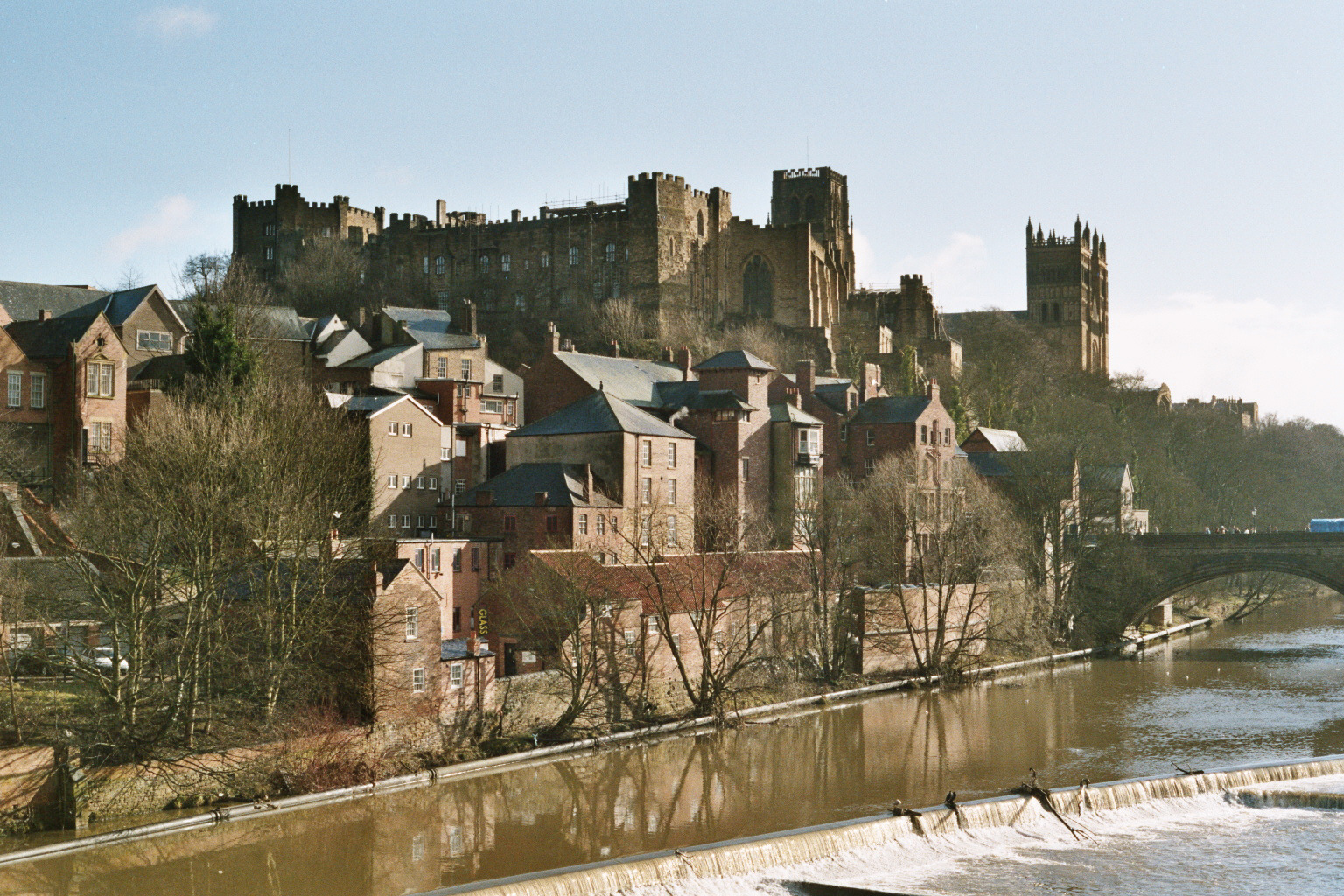
ダラム城とダラム大聖堂

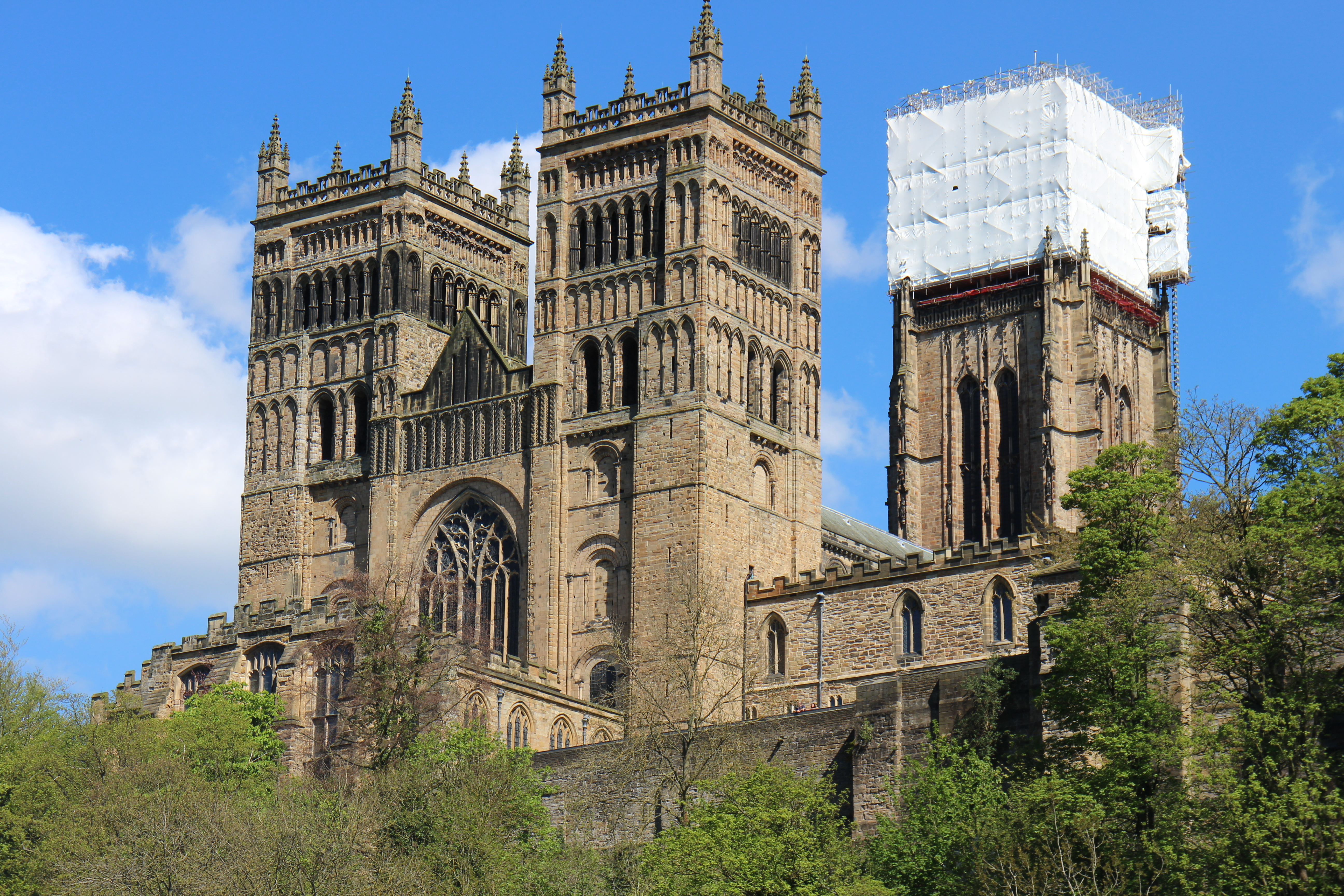
ダラム大聖堂

- ダラム城 - 城の原型は、11世紀に領主司教であったダラム司教を守るために建設された。1837年、ダラム城はダラム大学に寄付され、現在も城の一部がダラム大学の学生寮（University College）として活用されている。
- ダラム大聖堂 - 現在のダラム大聖堂は、領主司教であるウィリアム・オブ・セント・カリレフの下、聖カスバートの聖遺品を納める場所として1093年に建設が始まった。映画『ハリー・ポッターシリーズ』の撮影にも使われている。

## 交通
- ダラム駅（英語版）。そこからイングランド北部の最大都市、ニューカッスルへ行く場合は、頻繁に発着している列車で15分程度。また、ロンドンへ行く場合は、1時間に1本でている直通列車で約3時間程度。

## 姉妹都市
- ダーラム、アメリカ合衆国
- バンスカー・ビストリツァ、スロヴァキア

## 出身人物
- アンソニー・イーデン - 政治家、イギリスの首相（1955-57）。正確にはダラム市郊外の集落ラシフォード (en) 出身。
- イアン・ムーア - 在日イギリス人俳優。1954生。
- エイダン・チェンバーズ - 児童文学作家。
- ガートルード・ベル - 女性スパイ、考古学者。T・E・ロレンスと知己の情報部員でイラク王国建国を支え「砂漠の女王」と呼称された。1868生。
- グランビル・シャープ - 学者。
- ゲム・アーチャー - ミュージシャン。ロックバンド「オアシス」のギタリスト。
- J・E・H・マクドナルド - 商業デザイナー、画家。1873生。
- ジャック・スミス - 車いすラグビー選手、2020東京パラ代表チーム金メダル。1991生。
- トレヴァー・ホーン - 音楽プロデューサー。
- ドミニク・カミングス - 保守党政治アドバイザー、ボリス・ジョンソン政権上級顧問。1971生。
- ブライアン・ラムレイ - ホラー作家。
- マーク・ゲイティス - 俳優、小説家。
- ローワン・アトキンソン - コメディアン、俳優。コメディドラマ「Mr.ビーン」で日本でも知られている。正確にはダラム州北部コンセット市 (en) 出身。
- ステフ・ホートン - 女子サッカー選手。元イングランド代表(2007-2021)。